# Ряжский, Павел Иванович
Павел Иванович Ряжский (1867 — не ранее 1928) — деятель Русской палестины, инспектор русских школ в Сирии и Палестине, управляющий русскими подворьями Императорского Православного Палестинского общества, председатель Строительного комитета по постройке Николаевского подворья в Иерусалиме. Статский советник (1915).

## Биография
Родился в 1867 году в семье Ивана Дмитриевича Ряжского, священника церкви села Покровка Шацкого уезда Тамбовской губернии. Был старшим сыном, имел 5 братьев и сестер Ивана 1869 г.р., Анну 1871 г.р., Любовь 1873 г.р., Александра 1875 г.р., Константина 1877 г.р.
В 1887 году закончил Тамбовскую духовную семинарию, откуда был направлен в Московскую духовную академию. Закончил её в 1891 году (XLVI курс).
С 1904 — инспектор русских школ в Сирии и Палестине, управляющий русскими подворьями Императорского Православного Палестинского общества (ИППО).
В 1905 году из-за больших задержек со строительством Николаевского подворья в Иерусалиме П. И. Ряжский был назначен председателем Строительном комитете ИППО:
«В отношении Совета к Ряжскому было сказано: „Ваше деятельное и просвещенное участие в комиссии по приемке здания Николаевского подворья в Иерусалиме внушило Совету Общества обратиться к Вам с покорнейшей просьбой принять на себя чрезвычайное поручение Общества, за исполнение которого оно будет считать себя особенно Вам обязанным. Совет признал необходимым образовать вновь Строительный комитет для окончания постройки здания Николаевского подворья. Совет признал желательным вверить Вам председательствование в этом Строительном комитете, будучи уверен, что Вы примете на себя это поручение“.
Совет требовал, чтобы к 15 ноября 1905 г. здание было освящено. Как явствует из телеграммы на имя председателя ИППО великой княгини Елизаветы Федоровны, подписанной Ряжским, Михайловым, Элкиным и другими членами Строительного комитета, от 17 декабря 1905 г., 10 декабря новое подворье было открыто». 
Уделял большое внимание организации и улучшению работы ИППО на Святой земле, подготовил ряд важных документов: «Из Синопа. Турецкий карантин для следующих в Св. Землю русских паломников» (1908 г.) и «Доклад по вопросу об укреплении недвижимых имуществ ИППО в Сирии и Палестине». После проведенной П. И. Ряжским в 1906 г. ревизии учебных заведений в Бейруте и Южной Сирии, а также за председательствование в Строительной комиссии в Иерусалиме вице-председатель ИППО Николай Милиевич Аничков обратился к покровительнице общества, Великой княгине Елизавете Федоровне с ходатайством о введении П. И. Ряжского в число действительных членов общества и просьбой принять его лично, чтобы «осчастливить его милостивым словом»: «Все это не входит в круг прямых обязанностей Галилейского инспектора, и исполнялось им по доброй воле и охотно»
В начале 1915 года выехал из Иерусалима в Санкт-Петербург с докладом «Вопросы, связанные с восстановлением деятельности императорского Православного Палестинского общества в Святой Земле по окончании войны с Турцией» Доклад был зачитан на Совете ИППО 15.03.1915 г. и получил высокую оценку собравшихся. 
В дальнейшем все его следы теряются. Известно, что в Палестину из России Павел Иванович Ряжский уже не вернулся, хотя формально продолжал числиться управляющим русскими подворьями в Иерусалиме вплоть до 1917 года.
В 1928 году, по данным заместителя председателя ИППО, историка Церкви, д.и.н., к.ф.н. Н. Н. Лисового, «ставился вопрос о том, что делегация Палестинского Общества должна поехать на Ближний Восток посмотреть, что происходит с русским наследием в Иерусалиме. Даже определялся состав делегации, например, председатель Ф. И. Успенский, П. И. Ряжский, который был ещё жив, в 1928 году фигурируют как кандидаты в члены делегации». 